# Apollo Papathanasio
Apollo Papathanasio é um cantor grego. Foi vocalista da banda grega Firewind de 2006 a 2013. Paralelamente, tornou-se, em 2010, o vocalista da banda sueca Spiritual Beggars.

## Discografia
- Forged By Fire (2005)
- Allegiance (2006)
- The Premonition (2008)
- Days Of Defiance (2010)
- Few Against Many (2012)

## Ligações Externas
- Firewind.gr/ Site da banda Firewind
- Site da banda Firewind